# Rete stradale in Argentina

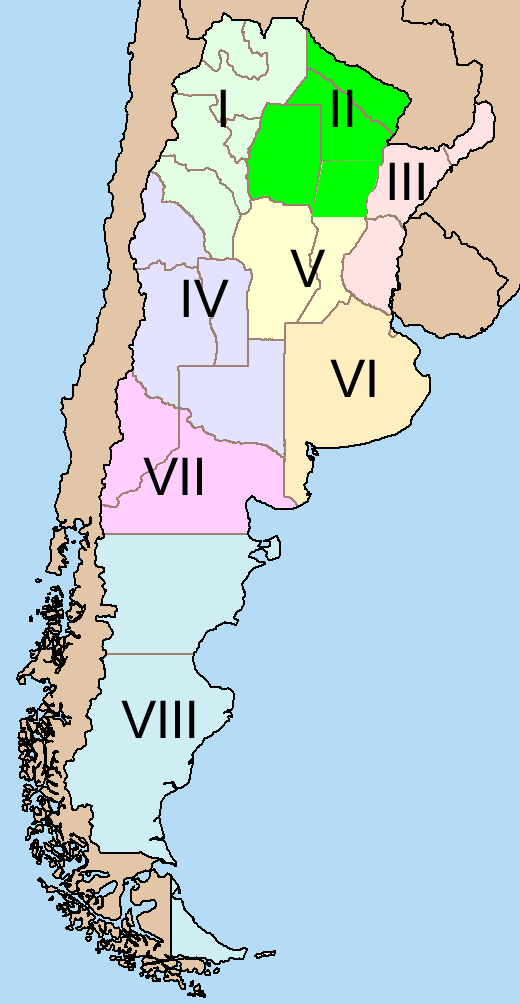
Regioni per la numerazione delle strade nazionali.

La rete stradale argentina è l'insieme delle strade pubbliche o private dell'Argentina, per le quali circolano pedoni e veicoli e che ricadono sotto la giuridisdizione delle autorità nazionali, provinciali o municipali responsabili dell'applicazione delle leggi sulla circolazione stradale. A livello centrale, la loro attività è coordinata dalla Direzione nazionale della viabilità (Dirección Nacional de Vialidad), l'ente del Ministero dei trasporti argentino preposto alla manutenzione, miglioramento e ampliamento dei tracciati della rete stradale nazionale.

## Panoramica generale
Nel 2010, la rete stradale argentina aveva approssimativamente 500.000 km, dei quali 37.800 km appartengono alla rete primaria con giurisdizione nazionale, 178.000 km sono gestiti dalla giurisdizione provinciale e 285.000 km formano la rete terziaria amministrata da municipalità o comuni. Si tratta senza dubbio di una rete complessa: il 75% del traffico veicolare si realizza attraverso le strade asfaltate; nel 95% della rete stradale circola un traffico di 500 veicoli al giorno. Approssimativamente 5.000 km della rete totale sono strade a scorrimento veloce, autostrade (autopistas) e superstrade (autovías) per le quali circolano più di 4.500 veicoli al giorno.
La rete autostradale nazionale è stata costruita durante gli ultimi cinque decenni; nell'anno 1950 contava approssimativamente 7.000 km di tracciati asfaltati e 7.000 km di tracciati migliorati, in generale brecciati. Per le reti provinciali, del totale di 60.000 km di tracciati asfaltati o migliorati, attualmente non meno dell'85% sono stati costruiti in questo periodo. Mediante il Decreto nazionale n. 1020 del 2009, l'Organo di controllo delle concessioni stradali (Órgano de Control de las Concesiones Viales, OCCOVI) passò alle dipendenze della Direzione nazionale della viabilità. Questo organismo aveva facoltà di supervisionare l'adempimento dei contratti di concessione di quasi 10.000 km di tracciati nazionali ad alta densità di traffico.
Durante l'amministrazione del presidente Néstor Kirchner fu lanciato un Piano stradale nazionale, che dal 2003 a oggi realizzò un forte investimento in opere infrastrutturali permettendo di costruire 1.300 km di nuove strade, di asfaltare 4.100 km di strade nazionali e di coprire con opere di manutenzione la totalità della rete stradale nazionale. Inoltre, la copertura con opere di manutenzione fu estesa alla totalità della rete viaria asfaltata, quando nel 2003 si arrivava a coprire solo il 50% della stessa. Grazie a questi investimenti dall'anno 2003 all'anno 2014 si produsse una crescita del 130% della rete stradale argentina. Nel 2016 la DNV decretò un aumento del 500% di tutti i pedaggi delle strade e delle autostrade nazionali.

## Organizzazione della rete stradale
La pianificazione e supervisione della rete stradale argentina è  sotto il controllo centrale della Direzione nazionale della viabilità (Dirección Nacional de Vialidad), alla quale si affiancano le Direzioni provinciali della viabilità (Direcciones Provinciales de Vialidad) e altre entità di controllo con fini specifici, come l'Ente della conurbazione bonaerense Ente del Conurbano Bonaerense, ECB), l'Organizzazione di controllo della rete degli accessi a Buenos Aires (Organización de Control de la Red de Accesos a Buenos Aires, OCRABA), le cui funzioni si sovrappongono parzialmente a quelle della DNV e delle DPV. 
L'importanza dei collegamenti stradali in Argentina appare evidente se si considera che il paese sudamericano ha una superficie continentale di 2,8 milioni di km2 e una popolazione di 43,4 milioni di abitanti, con una densità media molto bassa (15 ab./km2), alla quale si contrappone l'alta concentrazione demografica di certe zone (in particolare i grandi centri urbani come Buenos Aires, Córdoba e Rosario).
Dal punto di vista amministrativo la rete delle strade argentine si divide in strade primarie (carreteras troncales), secondarie (secundarias) e terziarie (terciarias). 
- Rete delle strade primarie: con una lunghezza di 38.000 km, sono quelle strade che hanno giurisdizione nazionale. Costituiscono parte di questa rete le strade nazionali (rutas nacionales), le autostrade e le superstrade concesse (autopistas y autovías concesionadas).

- Rete delle strade secondarie: la sua estensione è di 178.000 km ed è formata dall'insieme delle strade di giurisdizione provinciale. Fanno parte di questa rete la totalità delle strade provinciali argentine.

- Rete delle strade terziarie: totalizza approssimativamente circa 400.000 km. È formata dall'insieme delle strade aventi titolarità municipale o comunale.

### Rete stradale primaria

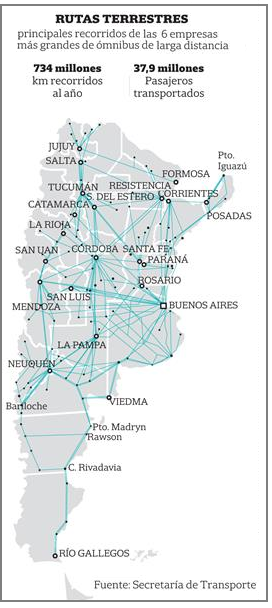
Principali strade di collegamento delle linee di autobus

La rete stradale primaria in Argentina rappresenta l'infrastruttura viaria più importante e vitale del paese. È costituita dall'insieme delle strade nazionali, la cui funzione nel sistema dei trasporti è di unire i grandi centri di produzione e consumo e i porti nazionali, che sono la principale via di entrata e uscita delle merci del paese.
La rete delle strade nazionali, con una lunghezza di 38.000 km, è formata dalle strade che ricadono sotto la giurisdizione nazionale e che costituiscono la rete principale delle strade argentine. Il numero delle strade nazionali è di 118, alle quali si sommano le cosiddette strade complementari (rutas complementarias). Nel 2005 la rete era composta da 33.235 km di strade asfaltate, 3.577 km di breccia e 1.500 km di terra. Questo dato include 10.000 km di strade che sono state affidate in concessione mediante pedaggio a imprese private, che sono consorzi formati principalmente da imprese costruttrici.
Di fronte alla sua mancanza di risorse finanziarie per mantenere la rete stradale, a partire dagli anni 1990, il governo argentino decise di dare in concessione a operatori privati le strade nazionali con maggior quantità di traffico, intorno a 10.000 km della rete. Le tratte più transitate di queste reti furono raggruppate in "corridoi stradali" (corredores viales) che furono offerti in concessione mediante gara d'appalto pubblica.
Tali corridoi stradali, insieme agli accessi alle città di Buenos Aires e Córdoba, rappresentano poco più di 9.000 km delle principali strade nazionali, autostrade e superstrade provinciali.

### Rete stradale secondaria
La rete delle strade provinciali rappresenta la rete stradale secondaria del paese, la quale è costituita da 179.000 km di strade e tracciati che rientrano sotto la giurisdizione provinciale. Ogni provincia ha una direzione provinciale della viabilità, incaricata della manutenzione, ampliamento e miglioramento delle strade provinciali.
La Direzione provinciale della viabilità di Buenos Aires, con sede nella città di La Plata, ha un livello gerarchico equivalente alla DNV. La provincia di Buenos Aires, con 36.000 km di strade provinciali, ammonta a più del 20% della rete secondaria del paese, e con i suoi 9.000 km di strade asfaltate concentra quasi il 30% di tutta la rete secondaria asfaltata argentina.
Le viabilità provinciali si finanziano con risorse provenienti dal Tesoro nazionale, con risorse proprie, e con fondi forniti da entità finanziarie internazionali.
Le voci che il Tesoro nazionale assegna alla costruzione e manutenzione stradale sono inviate alla DNV, che distribuisce i fondi mediante un sistema di compartecipazione federale, che include e pondera diversi criteri come:
- superficie di ogni provincia
- numero di abitanti
- lunghezza della rete stradale di ogni provincia
- fondi propri apportati da ogni provincia per la manutenzione stradale.

### Rete stradale terziaria
È composta da tracciati, vie e strade che dipendono dai municipi o comuni, che ammontano nel complesso a 285.000 km, 100.000 dei quali si trovano nella provincia di Buenos Aires. Date le caratteristiche di concentrazione demografica che presenta il paese, si distinguono due tipi di municipi: quelli "urbani" e quelli "rurali".
- Municipi urbani (municipios urbanos): tra di essi figurano quello della città di Buenos Aires e i municipi limitrofi, che rappresentano la Grande Buenos Aires, la quale possiede 3.000 km di vie in una superficie di 200 km2. Spiccano anche le città di Córdoba e Rosario. Seguendo una politica di decentramento, il governo nazionale ha trasferito alle province e a privati l'amministrazione e la manutenzione di alcune strade, e le province, a loro volta, hanno trasferito la manutenzione di strade di giurisdizione provinciale ai municipi.
- Municipi urbani (municipios rurales): si caratterizzano per avere scarsa popolazione in un territorio molto ampio. Generalmente la maggioranza della popolazione si concentra nel capoluogo dello stesso municipio. I tracciati rurali denominati callejones (letteralmente "stradoni") consistono solo in una compattazione del suolo base, venendo migliorati in alcuni casi con ghiaia o qualche tipo di stabilizzazione.

Pur avendo indici di transito molto bassi, i tracciati rurali municipali hanno un'importanza significativa per la vita economica del paese, giacché formano i vasi capillari attraverso i quali si inviano alle grandi città i prodotti agricoli per consumo interno ed esportazione, il che ha fatto sì il governo nazionale intenda recuperare 60.000 km di questi tracciati naturali.

## Storia della rete stradale

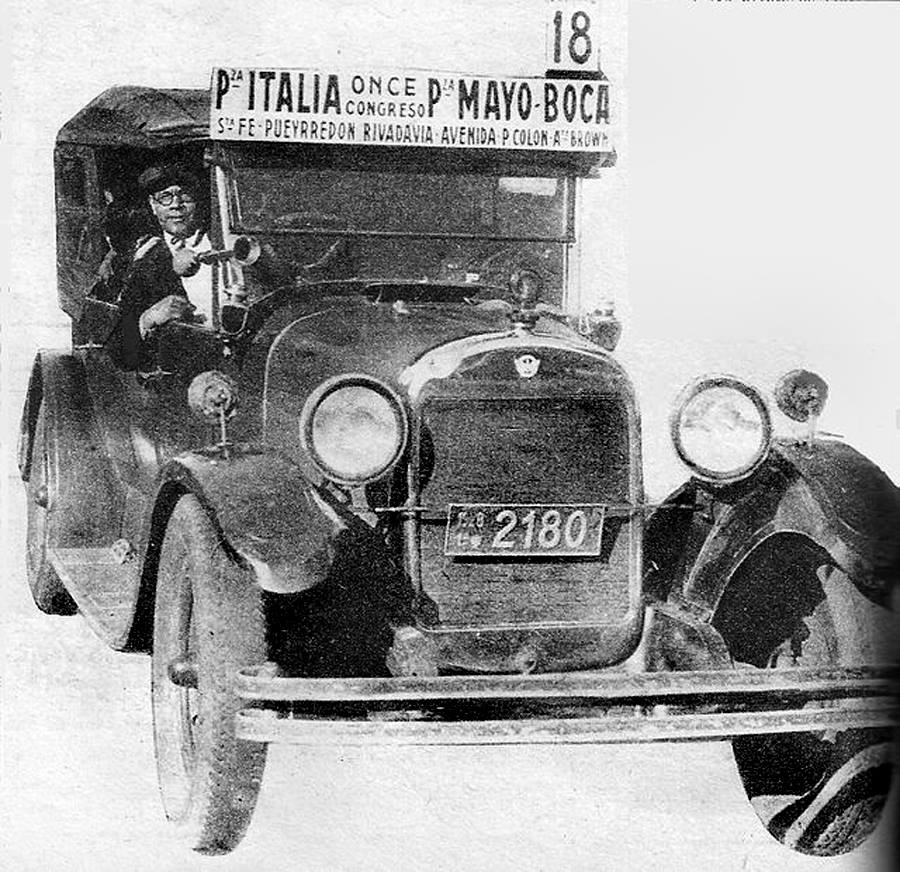
Un primitivo esemplare di colectivos, i famosi autobus di Buenos Aires (ca. 1930).

Il sistema stradale argentino cominciò a svilupparsi a partire dagli anni 1930, quando la ferrovia, mezzo tradizionale di trasporto delle merci, cominciò a entrare in una fase di declino, cedendo terreno di fronte al trasporto automobilistico. Il disegno iniziale della rete stradale argentina ebbe una forma esclusivamente radiocentrica e centralizzata convergente nella Regione Pampeana, tenendo come asse principale la città di Buenos Aires.
Solo a partire dagli anni 1960 incominciarono a svilupparsi corridoi est-ovest e nord-sud senza avere destinazione finale a Buenos Aires, unendo regioni distinte del paese. Di tutte queste strade, la più significativa è la Strada nazionale 40 (Ruta Nacional 40, RN 40) che, correndo parallela alla Cordigliera delle Ande dalla provincia di Jujuy fino alla provincia di Santa Cruz, forma la colonna vertebrale del paese.
La rete primaria e secondaria furono configurate durante gli anni 1940 e, grazie alla possibilità di contare su finanziamenti propri, conobbero periodi di espansione sostenuta durante gli anni 1960 e fino alla metà degli anni 1970. Via via che la situazione finanziaria dello Stato andò peggiorando lungo gli anni, i successivi governi si appropriarono gradualmente dei fondi destinati alla costruzione stradale.
La distrazione dei fondi stradali dalla loro finalità originaria provocò la stagnazione della rete e il suo progressivo deterioramento. Così, la rete stradale smise di crescere nel 1980, e la mancanza di manutenzione fece sì che nel 1990 più della metà di tale rete fosse in uno stato scadente o cattivo.	
Il sistema stradale entrò in crisi nel 1989 con l'avvento dell'allora presidente Carlos Menem, che si imbarcò in un forte programma antinflazionistico basato sul contenimento della spesa pubblica responsabile del deficit fiscale. Come già accennato, di fronte alla sua mancanza di risorse finanziarie per mantenere la rete stradale, il governo argentino decise di dare in concessione ad operatori privati circa 10.000 km delle reti primaria e secondaria, costituendo un esperimento inedito a livello mondiale. 
Le tratte più trafficate di queste reti furono raggruppate in "corridoi stradali" che furono affidati in concessione mediante gara d'appalto pubblica. I concessionari si rendono responsabili della manutenzione, ampliamento e miglioramento della rete, e come contropartita hanno diritto all'incasso di un pedaggio con il quale finanziano tali attività, pagano i canoni al governo e generano profitti. Tra le loro obbligazioni, i concessionari si sono impegnati a mantenere le strade entro certi parametri chiamati indici di stato: indice di funzionalità, indice di rugosità e indice di attrito.